# Galantis
I Galantis sono un gruppo svedese di electronic dance music (EDM) attivo dal 2012 del produttore discografico e disc jockey Christian "Bloodshy" Karlsson (attivo anche nel duo Bloodshy & Avant).
In precedenza era un duo, insieme al musicista emergente Linus Eklöw (anche noto come Style of Eye), fino a quando non ha deciso di separarsi dal progetto poco dopo il loro secondo album The Aviary nel 2017. Tuttavia ha fatto apparizioni in esibizioni dal vivo e video musicali come parte del progetto fino al 2021. I Galantis hanno avuto il loro primo successo internazionale con "Runaway (U & I)" pubblicato nel 2014, seguito da "Peanut Butter Jelly" e "No Money".

## Membri

### Christian Karlsson
Christian Karlsson ha lavorato con il team di produzione Bloodshy & Avant e con la band indie pop svedese Miike Snow. Ha co-scritto e co-prodotto brani per Katy Perry, Britney Spears, Jennifer Lopez, Kylie Minogue e Madonna, tra cui il singolo di Britney Spears "Toxic", che ha vinto un premio Ivor Novello (per la scrittura e la composizione) e un Grammy per la migliore registrazione dance. Karlsson è anche membro fondatore del collettivo di artisti e dell'etichetta discografica svedese Ingrid.

### Linus Eklöw
Style of Eye, nome d'arte di Linus Eklöw, ha lavorato con Usher, Kylie Minogue, Lily Allen, Zedd, Miike Snow, Slagsmålsklubben e molti altri attraverso collaborazioni e/o remix. Nel 2012 ha collaborato con Christian Karlsson per formare il duo Galantis.
Il suo singolo Taken Over del 2013, con Rebecca & Fiona, ha raggiunto la posizione 33 nelle classifiche svedesi. Il 23 aprile 2014 è stato premiato al 31° Annual Pop Music Awards dell'ASCAP per il successo internazionale di Icona Pop, "I Love It" con Charli XCX, che ha co-scritto e prodotto insieme a Patrik Berger.
Footprints, il suo secondo album pubblicato nell'ottobre 2014 su Ultra Records, è stato nominato per un Grammy svedese. L'album include i singoli pubblicati: Kids (che è diventato disco di platino in Svezia), The Game e Love Looks.

## Carriera

### Classifica DJ Mag
- 2018: #123[5]

## Discografia

### Album in studio
- 2015 – Pharmacy
- 2017 – The Aviary
- 2020 – Church
- 2024 – Rx

### EP
- 2014 – Galantis

### Singoli
- 2012 – Raveheart
- 2014 – Smile
- 2014 – You
- 2014 – Runaway (U & I)
- 2015 – Gold Dust
- 2015 – Peanut Butter Jelly
- 2015 – In My Head
- 2016 – Louder Harder Better
- 2016 – No Money
- 2016 – Make Me Feel (con East & Young)
- 2016 – Love on Me (con Hook N Sling)
- 2016 – Pillow Fight
- 2017 – Rich Boy
- 2017 – Hunter
- 2017 – Tell Me You Love Me (con Throttle)
- 2018 – Spaceship (feat. Uffie)
- 2018 – Satisfied (feat. Max)
- 2018 – Mama Look at Me Now
- 2018 – Emoji
- 2018 – San Francisco (feat. Sofia Carson)
- 2019 – Bones (feat. OneRepublic)
- 2019 – I Found U (con i Passion Pit)
- 2019 – We Can Get High (con Yellow Claw)
- 2019 – Roots (con Valerie Broussard)
- 2019 – Faith (feat. Mr Probz e Dolly Parton)
- 2019 – Holy Water
- 2020 – The Lake (con Wrabel)
- 2020 – I Fly (feat. Faouzia)
- 2020 – Only a Fool (feat. Ship Wrek e Pink Sweats)
- 2020 – Pretty Please (con Jackson Wang)
- 2020 – Fuck Tomorrow Now
- 2020 – Tu Tu Tu (That's Why We) (con NGHTMRE e Liam O'Donnell)
- 2021 – Dandelion (con JVKE)
- 2021 – The Best (con Hook N Sling e Karen Harding)
- 2021 – Heartbreak Anthem (con David Guetta e Little Mix)
- 2021 – Tears for Later (con Don Diablo)
- 2021 – Sweet Talker (con Years & Years)
- 2021 – Alien (con Lucas & Steve e Ilira)
- 2022 – When the Lights Go Down (con DVBBS feat. Cody Simpson)
- 2022 – Run (con Becky Hill)
- 2022 – Good Luck (con Mabel e Jax Jones)
- 2022 – Fading like a Flower (con Roxette)
- 2022 – 1×1
- 2022 – DNA (con Craig David)
- 2022 – Damn (You've Got Me Saying) (con David Guetta e MNEK)
- 2023 – Hooked (Hot Stuff) (con RIKA)
- 2023 – I Want You (con Icona Pop)
- 2023 – Hungry Heart (con Steve Aoki e Hayley Kiyoko)
- 2023 – Fool 4 U (con Jvke feat. Enisa)
- 2023 – Bang Bang (My Neurodivergent Anthem)
- 2023 – Koala
- 2023 – Dreamteam (feat. Neon Trees)
- 2023 – Little Bit Yours (feat. Hannah Boleyn)
- 2024 – One, Two & 3
- 2024 – Lighter (con 5 Seconds of Summer e David Guetta)
- 2024 – Dust
- 2024 – Mountains (con Jonas Blue e Zoe Wees)
- 2024 – Morning (con Cheat Codes, Jason Derulo e De La Ghetto)
- 2024 – Pretty Low (con Dillon Francis e Arden Jones)

### Collaborazioni
- 2012 – Jumbo (A-Trak feat. Galantis)

### Remix
- 2020 - Falling In Reverse - Popular Monster (NGHTMARE & Galantis Remix)